# Arroyo Grande, Guerrero
Arroyo Grande är en ort i Mexiko.   Den ligger i kommunen Coyuca de Catalán och delstaten Guerrero, i den södra delen av landet, 220 km sydväst om huvudstaden Mexico City. Arroyo Grande ligger 324 meter över havet och antalet invånare är 836.
Terrängen runt Arroyo Grande är platt åt sydost, men åt nordväst är den kuperad. Runt Arroyo Grande är det glesbefolkat, med 8 invånare per kvadratkilometer. Närmaste större samhälle är Zirándaro, 18,7 km nordväst om Arroyo Grande. Omgivningarna runt Arroyo Grande är en mosaik av jordbruksmark och naturlig växtlighet.